# Саладзе Володимир Єремійович
Володимир Єремійович Саладзе (1906, місто Зестафоні, тепер Грузія — 1985, місто Тбілісі, тепер Грузія) — грузинський радянський державний діяч, директор Тбіліського авторемонтного заводу. Депутат Верховної ради Грузинської РСР 2-го скликання. Депутат Верховної ради СРСР 1-го скликання.

## Життєпис
Народився в багатодітній родині робітника паровозного депо. До 1919 року навчався в Зестафонській початковій школі, навчання не закінчив через смерть батька і відсутність коштів на оплату навчання. З 1919 року працював поденним робітником у купців і заможних мешканців міста Зестафоні. У 1924 році вступив до комсомолу.
З 1924 по 1925 рік працював робітником на будівництві водяного резервуару в місті Чіатура. З 1925 року — вантажник на Чіатурських марганцевих копальнях. Потім повернувся до Зестафоні, де до 1929 року працював робітником винного заводу. У 1929—1930 роках — робітник на будівництві Зестафонської міської електричної підстанції.
З 1930 року — чорнороб-бригадир на будівництві Зестафонського ферро-марганцевого заводу.
Член ВКП(б) з 1931 року.
До 1937 року — робітник-горновий, старший плавильник, бригадир Зестафонського ферро-марганцевого заводу. Брав активну участь у стахановському русі. Весною 1936 року, у зв'язку з 15-річчям встановлення радянської влади в Грузії, як один з ініціаторів стахановського руху був учасником делегації представників Грузинської РСР, яку прийняв Сталін у Кремлі.
У 1937 році — секретар партійного комітету, начальник цеху Зестафонського заводу феросплавів Грузинської РСР. 
У 1937—1939 роках — директор Тбіліського авторемонтного заводу.
29 червня 1939 — 1942 року — в.о. 1-го заступника, 1-й заступник голови виконавчого комітету Тбіліської міської ради депутатів трудящих.
У 1942—1948 роках — директор Тбіліського авіаційного заводу імені Георгія Димитрова № 31.
З 1948 року — начальник Головного управління шляхів при Раді міністрів Грузинської РСР.
Потім — на пенсії.

## Нагороди
- орден Леніна
- орден Кутузова ІІ ст.
- орден «Знак Пошани» (22.03.1936)
- медалі